# Oleksandr Lypovyj
Oleksandr Volodymyrovyč Lypovyj (in ucraino Олександр Володимирович Липовий?; Charkiv, 9 ottobre 1991) è un cestista ucraino.
È anche noto in occidente come Aleksandr Lipovyj.

## Carriera
Con l'Ucraina ha disputato i Campionati mondiali del 2014 e quattro edizioni dei Campionati europei (2011, 2013, 2015, 2017).

## Palmarès
- Campionato ucraino: 1

Prometey: 2020-2021
- Lega Lettone-Estone: 2

Prometej: 2022-2023, 2023-2024